# Reno 1868 Football Club
Reno 1868 Football Club fue un equipo estadounidense fundado en 2015, equipo que hizo su debut profesional en marzo de 2017 en la actual USL Championship.

## Historia
Anteriormente, en el Norte de Nevada, ha habido tres clubes profesionales de fútbol en las ligas menores: Reno Rattlers, Northern Nevada Aces y Nevada Wonders. Actualmente, el fútbol es un deporte cuya popularidad no para de crecer en esta zona de Estados Unidos. El 16 de septiembre de 2015, la USL anunció que se expandiría hacia Reno, Nevada, Nevada en 2017. El club fue comprado por Herbert Simon.
El 29 de junio de 2016, el Reno 1868 firmó un convenio por dos años con el San Jose Earthquakes de la MLS, contrato que se extendió el 10 de febrero de 2018.

### Nombre
Para generar interés y hacer participar al hincha, se anunció que el club sería nombrado a partir de un concurso. Más de 5300 nombres fueron propuestos en la primera fase de este concurso. Los seis nombres más votados fueron Reno FC, FC Reno, Reno Silver FC, Reno City FC, Reno United y Reno 1868 FC, siendo este último el ganador. 1868 hace referencia al año de fundación de la ciudad de Reno, Nevada, Nevada.
El 6 de noviembre de 2020 el club anunció el cierre de operaciones como resultado de problemas financieros y operativos a causa de la pandemia de COVID-19.

## Estadio
Reno 1868 FC jugaba de local en el Greater Nevada Field, también hogar de los Reno Aces de la Pacific Coast League. Este estadio cuenta con 9013 asientos y el terreno es de pasto natural.

## Jugadores

### Plantilla 2020
Incluye jugadores a préstamo del San Jose Earthquakes, jugadores del SuperDraft y jugadores a prueba.